# Costa Calma
Pour les articles homonymes, voir Calma (homonymie).
Costa Calma est une station balnéaire de la commune de Pájara sur l'île de Fuerteventura, dans l'archipel espagnol des Canaries.

## Présentation
Avec Corralejo, Caleta de Fuste, Gran Tarajal et Jandía - Morro Jable, Costa Calma fait partie des stations touristiques les plus populaires de Fuerteventura. Elle s'est développée à partir des années 1970. On y pratique plusieurs sports nautiques dont la planche à voile et le kitesurf.
La station de taille moyenne est principalement constituée d'hôtels. On y trouve une quarantaine de restaurants. En 2013, Costa Calma comptait 5 670 habitants.

## Situation
Costa Calma se situe sur la côte sud de l'île de Fuerteventura à 70 kilomètres au sud de Puerto del Rosario (la capitale de l'île) et à 65 kilomètres de l'aéroport. La station se trouve à l'entrée de la péninsule de Jandía, à l'endroit le plus étroit de l'île (l'isthme de La Pared) d'une largeur d'environ cinq kilomètres, et donne accès au parc naturel de Jandía. Elle est traversée par la route principale FV-2 qui va de Puerto del Rosario à Morro Jable.
La localité est entourée de dunes et marque la limite nord de la Playa de Sotavento, une plage de sable blanc qui s'étend sur 9km vers le sud de   la péninsule. Cette plage est considérée comme l'une des plus belles des îles Canaries[réf. nécessaire]. Elle est très prisée pour l'apprentissage de spports nautiques grâce à son lagon peu profond formé par ls marées, et des compétitions de planche à voile s'y déroulent anuellement.

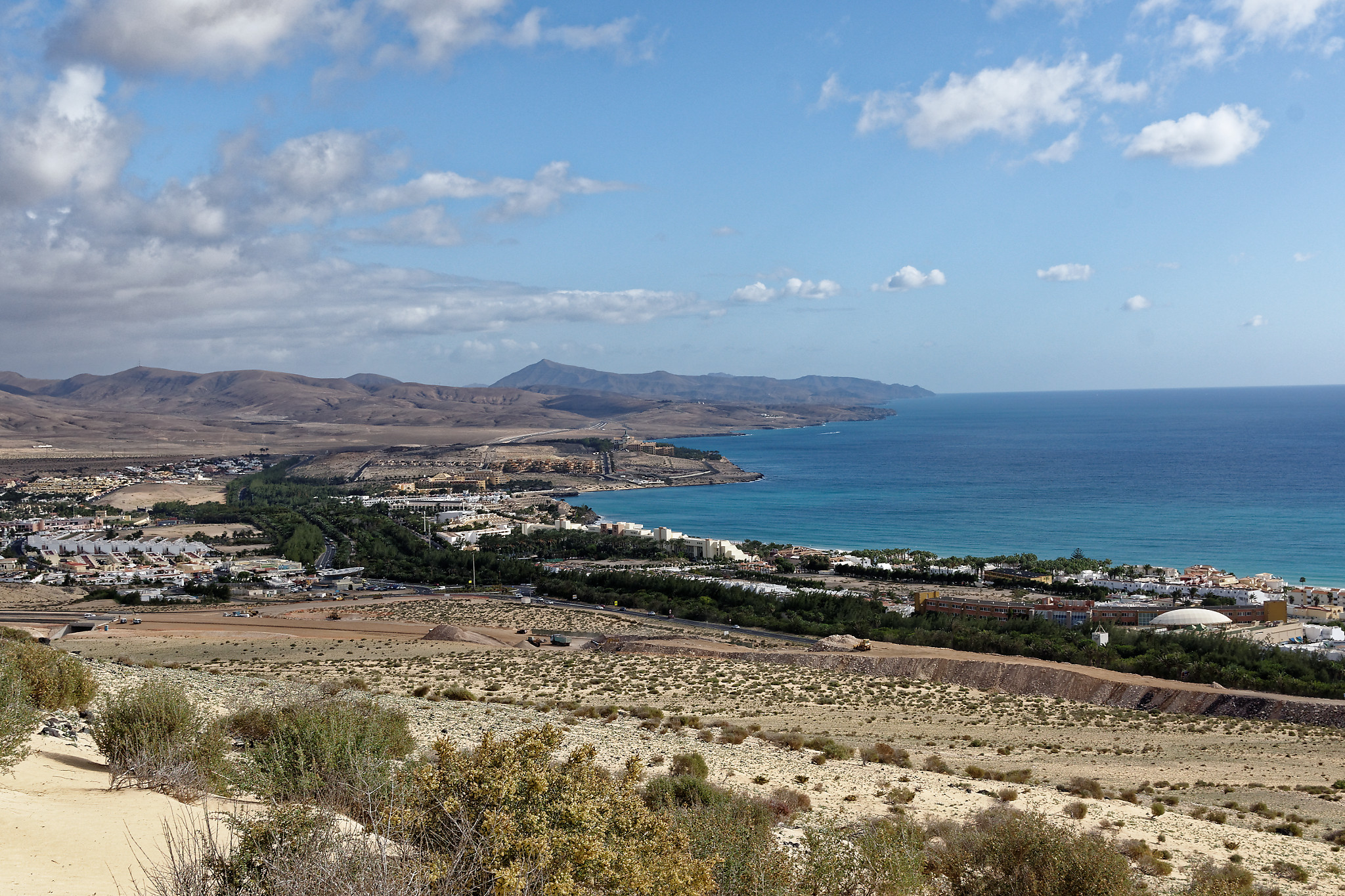
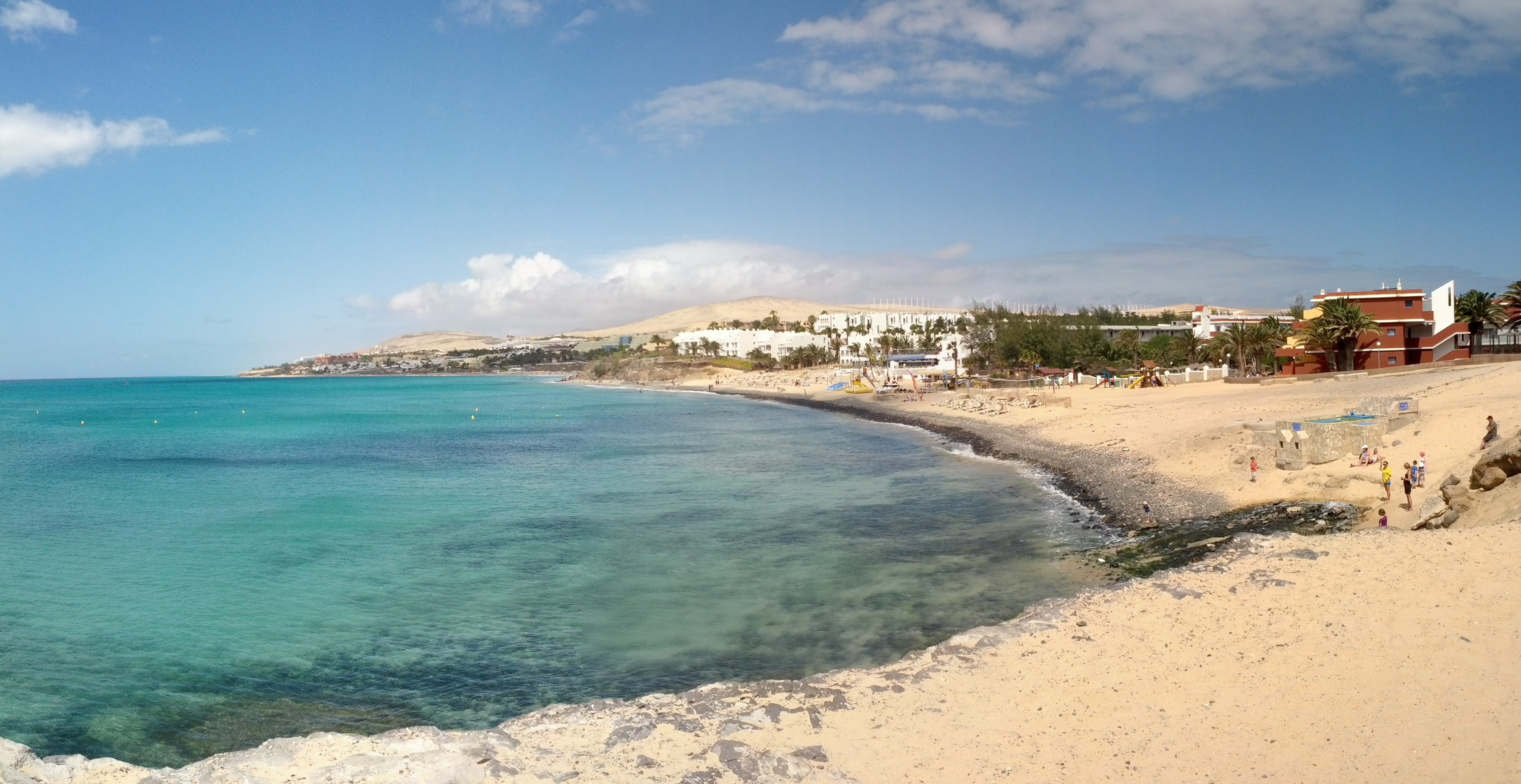
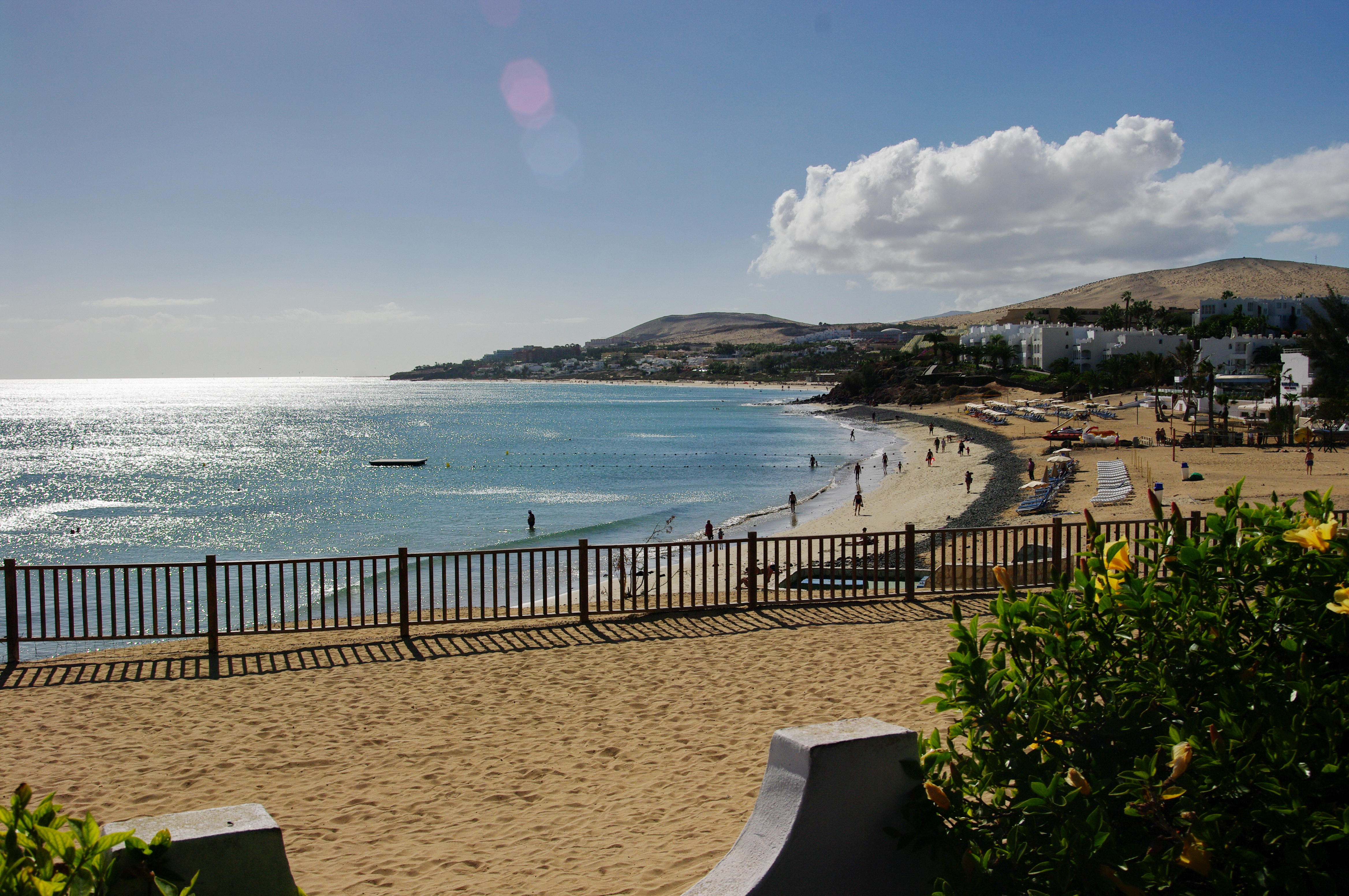
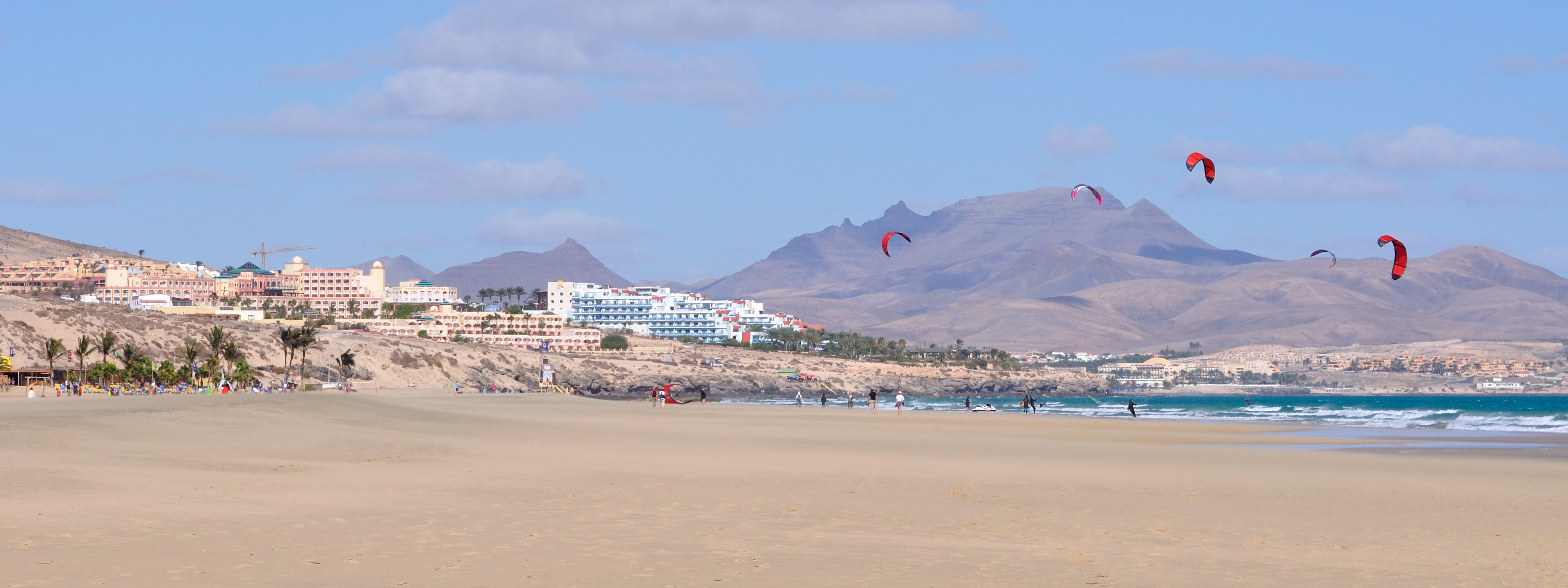